# Verwaltungsgemeinschaft Aurachtal
In der Verwaltungsgemeinschaft Aurachtal im mittelfränkischen Landkreis Erlangen-Höchstadt haben sich folgende Gemeinden zur Erledigung ihrer Verwaltungsgeschäfte zusammengeschlossen:
1. Aurachtal, 3037 Einwohner, 18,40 km²
2. Oberreichenbach, 1330 Einwohner, 4,82 km²

Sitz der Verwaltungsgemeinschaft ist in Aurachtal.
Vorsitzender der Verwaltungsgemeinschaft ist der Bürgermeister der Gemeinde Aurachtal, Klaus Schumann.
Vom 1. Mai 1978 bis 31. Dezember 1979 gehörten beide Gemeinden zur aufgelösten Verwaltungsgemeinschaft Weisendorf. Die Verwaltungsgemeinschaft Aurachtal wurde zum 1. Januar 1980 gebildet.